# Chrysocraspeda medjaria
Chrysocraspeda medjaria är en fjärilsart som beskrevs av Holland 1920. Chrysocraspeda medjaria ingår i släktet Chrysocraspeda och familjen mätare. Inga underarter finns listade i Catalogue of Life.